# Операција Пантер (1943)
Операција „Пантер” је била заједничка операција Вермахта и снага НДХ против партизана на Кордуну и Банији, посебно у области Глине и Петрове горе. Вођена је од 7. до 20. децембра 1943. године.
Операција „Пантер” представља део шесте непријатељске офанзиве. У југословенској историографији операција је била позната под називом Кордунашко-банијска операција.

## Позадина
Почетком децембра 1943. године, окупатор је концентрисао снаге око слободне територије Кордуна, Баније и Цазинске крајине. На линији Сисак—Петриња—Глина налазила се 1. козачка дивизија, а дуж железничке пруге Суња—Бихаћ 373. легионарска дивизија „Тигар”. Та концентрација снага била је у вези са ширим стратегијско-оперативним планом 2. немачке оклопне армије, која је имала задатак да после поседања Јадранске обале обезбеди позадину, посебно комуникације које су из долине Саве водиле према мору.
Непријатељ је имао намеру да прво разбије и уништи снаге Осме кордунашке дивизије и Кордунашки НОП одред на Кордуну и Петровој гори, а потом Седму банијску дивизију и Банијски НОП одред на Банији и Шамарици.

## Ток операције
Дана 6. децембра 1943. године на Кордуну и у Банији отпочела је операција „Пантер”. Сa линије Карловац—Огулин ка Петровој гори и Шамарици наступала је немачка 371. пешадијска дивизија, а с комуникација Глина—Петриња—Суња и Суња—Костајница—Бихаћ наступали су главнина немачке 1. козачке коњичке дивизије и делови немачке 373. легионарске дивизије и домобранске 2. ловачке бригаде.
До 20. децембра непријатељ је готово на свим правцима сломио отпор јединица Четвртог корпуса НОВЈ и продро на слободну територију, пустошећи насеља и пљачкајући становништво.

## Губици
Четврти корпус је имао око 200 бораца избачених из строја, док су губици непријатеља непознати (претпоставља се да су у питању лаки губици).